# Янкича
Янкича (ранее также Усишир и Минамисима — яп. 南島, «Южный остров») — один из двух островов субархипелага Ушишир, средней группы Большой гряды Курильских островов. Административно входит в Северо-Курильский городской округ Сахалинской области. В настоящее время остров необитаем, хотя в прошлом определённую хозяйственную деятельность на нём осуществляли айны, которые здесь постоянно проживали до 1875 года, в переводе с языка которых «янкэ» означает «возвышающийся».

## Название
Название о. Янкича происходит от айнского янге — «возвышаться» — и противопоставляется названию соседнего о.Рыпонкича (от айнского репун — «открытое море»). Та же дихотомия, отражающая айнский взгляд на более высокий остров как осевой, а более низкий как «мористый», окраину, наблюдается в айнских названиях островов Чёрные Братья (Требунго-Чирпой и Янги-Чирпой).
Та же смысловая пара («гористый остров» — «мористый остров») прослеживается в айнских названиях соседствующих друг с другом островов Ребун и Рисири у северо-западного побережья Хоккайдо.

## История острова
Остров особо почитался коренным народом айну, который населял Курилы в древности.

### В Российской империи
К 1736 году местные айны приняли православие и вошли в российское подданство путём уплаты ясака камчатским сотникам. 
Выход термальных вод в современной бухте Кратерная описывался у казачьего сотника Ивана Чёрного как излюбленное курильцами место проведения колдовских обрядов (шаманского посвящения):
 Приносят по своему обычаю жертву… призывая диавола, причем чинят и шаманство. И оному обучаются таким образом: по краю того кипящего ключа настилают доски и надевают на себя новую парку птичью или азям шитый, и потом тот, кто сие действует, ляжет к ночи на те доски, на которыя выплывают из ключа чрезвычайной величины черви косматые и ползут на человека и ползают по нем по всему; те черви подобны мухам и наводят великий страх, так что человек в безчувствие приходит; и так … кто не устрашится сего действия по три ночи, тому якоб и диавол во всем служить станет, и он великий будет волшебник...
Описание острова как южной составляющей субархипелага Ушишир имеется и у Г.И. Шелихова в его «Путешествии г. Шелехова с 1783 по 1790 год из Охотска по Восточному Океану к Американским берегам...»:

Другого острова за проливом, прилегший к проливу конец низок и травянист, а потом начинаются высокие хребты, с Восточной и Северной стороны утесы, а местами кекуры, с Полуденной стороны в остров прошел залив на подобие круглого озера; по средине залива два не большие острова с сопками, а в самом устье залива состоит большой кекур. На сем острове между прочими травами есть и высокая трава с большим листом, сладкая, Шеламойник, Кутагарник, Кислица и разные Сараны. Берег вокруг залива песчаной, и как близь оного, так и близь морского берега бьют горячие и кипящие ключи друг возле друга; близь больших ключей яр высокой, где сера горючая и селитра накапливаяся отламывается большими глыбами, и по берегу валяется в великом количестве. Остров сей безлесен, а вокруг гор и хребтов по низким местам разных морских птиц плодится великое множество, как то: Ары, Глупыши, топорки, Урилы, Курукуры, Турутуры, разные Чайки, серые гуси и величиною с Косаточку птичка, с сероватыми на крыльях и спине перьями, белым брюхом, и кривым носом, называемая Кагарка. Курильцы с разных островов для промыслу их приезжают в летнее время и живут до осени; на промышлявши же их сушат, а из Глупышей вываривают жир.
К 1811 году все жители Усишира уже могли изъясняться по-русски, знали русскую грамоту, носили кресты и имели русские имена.
Во времена гидрографических описаний конца XVIII—начала XIX векoв вкупе с островом Рыпонкича (и группой островов Среднего) в восприятии местных жителей учитывался как единый условный остров Четырнадцатый.
Симодский трактат 1855 года признал права Российской империи на остров.

### В составе Японии
В 1875 году по Санкт-Петербургскому договору остров, как и все находившиеся под российской властью Курилы, был передан Японии в обмен признание российских прав на Сахалин. В 1875—1945 гг принадлежал Японии и назывался Минамисима (яп. 南島, Южный остров).
Согласно административно-территориальному делению Японии остров стал относиться к уезду (гуну) Симусиру (т.е. Симушир в японском произношении), который охватывал не только сам Симушир, но и все острова на север до Райкоке. Уезд в свою очередь входил с 1876 по 1882 год в состав провинции Тисима под управлением Комиссии по колонизации Хоккайдо; с 1882 до 1886 года — в состав префектуры Нэмуро, после — префектуры Хоккайдо.

### В составе СССР/РСФСР-России
В 1945 году по итогам Второй мировой войны остров перешёл под юрисдикцию СССР.
2 февраля 1946 года включён в состав Южно-Сахалинской области.
2 января 1947 года включён в состав Сахалинской области РСФСР.
С 1991 года в составе России, как страны-правопреемницы СССР.

### Особая позиция Японии по территориальной принадлежности острова
Используя в территориальном споре с Россией фактор Сан-Францисского мирного договора 1951 года, который не был подписан СССР, японское правительство, тем не менее, опирается на те варианты толкований договоренностей между союзниками — СССР, США, Великобританией и Китаем — которые подкрепляют японскую позицию. В частности, поскольку в Сан-Францисском договоре не оговаривается, в пользу какого государства Япония отказывается от своих прав на Курилы, принадлежность острова, по мнению японского правительства, до сих пор не определена, а за Россией признаётся лишь «фактический контроль».

## География острова
Остров вулканического происхождения, около 2,8 км в диаметре, с разрушенной до уровня моря южной стенкой кратера, затопленного морем. В центре острова кальдера вулкана, формирующая бухту Кратерная. Сохранившиеся края кратера образуют кольцеобразный зубчатый «хребет» с действующим вулканом Ушишир (388 м) на западе и с «седловинами» не ниже 120 м. Вулкан в последний раз извергался в 1884 году. На острове есть термальные источники и фумаролы. Воды термальных источников острова содержат стронций, а значит потенциально интересны для металлургической промышленности, медицины и других областей, причём стронций накапливается в натроалуните и гипсе. Остров Янкича находится на юго-западе субархипелага Ушишир, по площади он примерно в 3 раза больше расположенного в 0,5 км к северо-востоку острова Рыпонкича.
Возле Янкича расположено несколько скал, в том числе скала Колпак (выдавленный купол древнего вулкана высотой 40 м у входа в бухту Кратерную 47°30′05″ с. ш. 152°49′07″ в. д.) и скала Бабушка (125 м 47°31′11″ с. ш. 152°47′24″ в. д.) с западной стороны. Такое название ей дал капитан В. М. Головнин в 1811 году, объясняя это так: «Фигурой совершенно похожа на Бабушкин камень при входе в Авачинскую бухту, только здешний в три раза выше и огромнее».
В 26 км юго-западнее находится  Кетой, ближайший остров вниз по гряде на юг, от которого Янкича отделён проливом Рикорда.

## Животный и растительный мир

### Территория и акватория
Флора в целом носит бореально-альпийский характер и является типичной для Средне-Курильского флористического района. Уровень флористического богатства острова невысок из-за его удалённости от континента, а также активного вулканизма: здесь учтено лишь 209 видов высших сосудистых растений (для сравнения, на Кунашире их 1067, на Симушире — 271). На острове очень много птиц, встречаются такие редкие виды как краснозобый конёк, большой улит, зимняк, конюга, сапсан; отмечены крапивник, обыкновенная чечётка. 

### Подводный мирбухты Кратерная
В конце 1980-х экспедиция Института биологии моря выяснила, что в бухте существует уникальная природная система. Помимо фотосинтеза в ней идут ещё два способа преобразования энергии — хемосинтез и метанотрофия.

## Экология
Исследования острова показали, что в его окрестностях превышена доза биохимического потребления кислорода (БПК), что говорит о наличии здесь легко окисляемого органического вещества биогенного происхождения, скорее всего, продуктов метаболизма зоо- и фитопланктона. Также повышенное содержание органического фосфора. Воды насыщены фосфатами.